# Citroën Type C 5 HP
La Citroën Type C, plus connue sous l’appellation « Citroën 5 HP » ou « Citroën 5 CV », est un modèle d'automobile conçu et commercialisé par André Citroën, entre 1922 et 1926. Elle arriva après la 10 HP « Type A » (1919), puis la 10 HP « B2 » (1921) : elles furent les premières voitures européennes fabriquées en grande série.
L'une des premières couleurs proposées était le jaune pâle « pamplemousse », qui lui valut son premier surnom de « Petite Citron ». Elle fut également surnommée « Cul de Poule » à cause de son arrière en « pointe de course », puis « Trèfle » dans sa version Torpédo à trois places disposées en trèfle. Le succès de cette carrosserie vaudra d’ailleurs à tous les modèles de 5 HP l’application impropre du surnom de « Trèfle ».

## Historique

### Contexte
La genèse de la Type C se situe dans l'immédiat après-guerre, alors que l'Europe entière se trouvait dans un état désastreux, notamment sur le plan économique, où une inflation implacable réduisait la valeur de l’épargne et des investissements de toute nature.
Seuls les industriels ayant une approche moderne de la production pouvaient espérer traverser la crise financière avec un minimum de dommages.
En Europe, l'un d'entre eux était André Citroën, fervent admirateur des méthodes de fabrication en série d’Henry Ford, surtout après sa visite à Détroit en 1912. Il avait pu mettre ces méthodes en pratique pendant la guerre dans son usine de fabrication de munitions, où il avait obtenu des niveaux de production remarquables (50 000 obus par jour).
À la fin de la guerre, Citroën possédait une usine entièrement équipée, qu’il décida d’utiliser pour la production en série de véhicules, comme Henry Ford l'avait fait avec son célèbre modèle T depuis 1908.

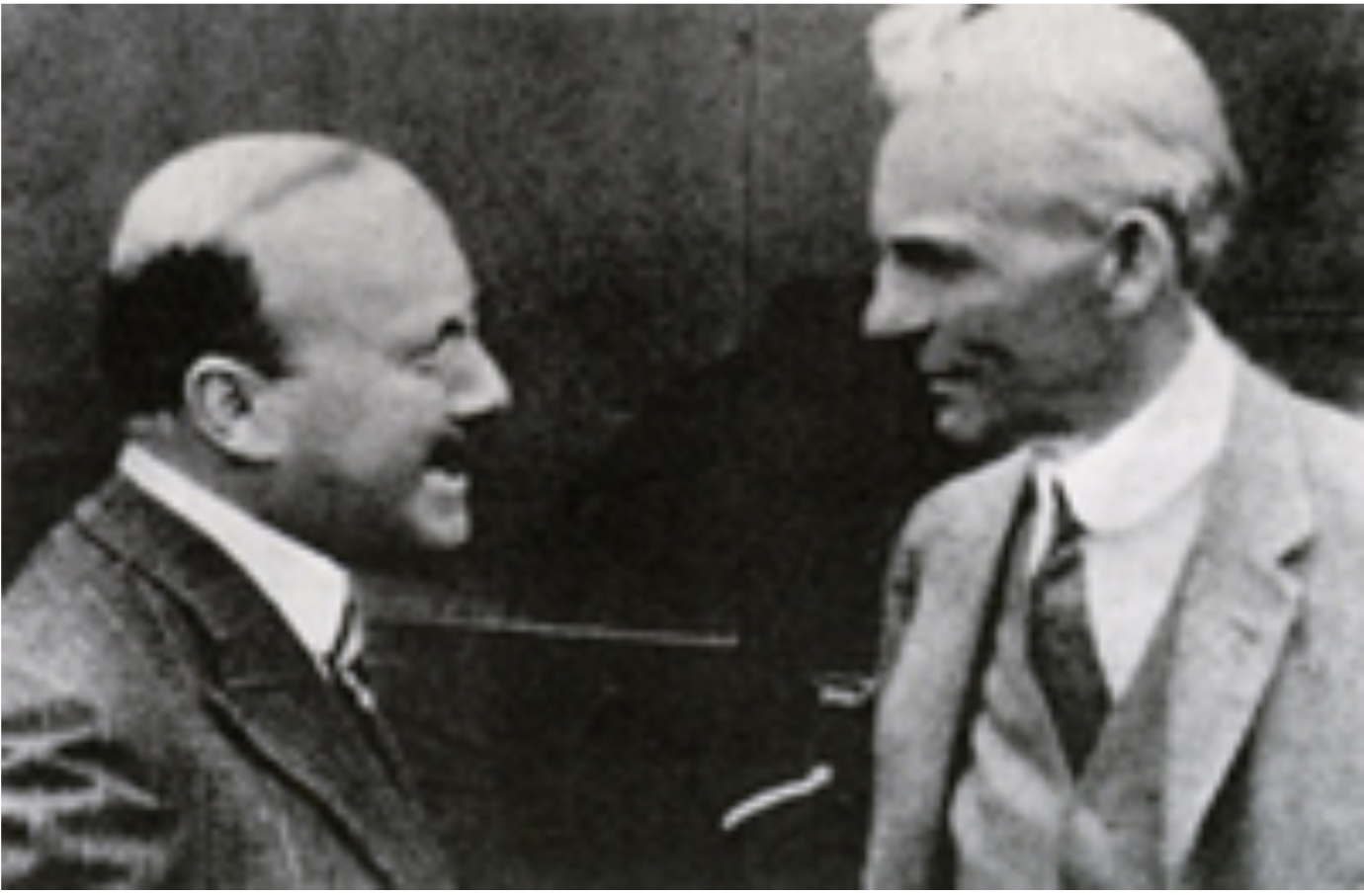
André Citroën et Henry Ford, juin 1923.

Alors que le gouvernement français encourageait, par des avantages fiscaux, les constructeurs automobiles à investir dans les cyclecars, (poids maximum de : 350 kg), Citroën préféra faire son entrée dans le segment des petites voitures, alors monopolisé par Peugeot et Renault.

### Développement
En dépit de sa ressemblance avec le Type A dessiné par Jules Salomon, la 5HP était surtout l’œuvre de l'ingénieur Edmond Moyet qui, comme Jules Salomon, arriva au quai de Javel en provenance de l'usine du « Zèbre », après une expérience dans le domaine des voitures populaires ; quelques mois plus tôt, il avait déjà dessiné un véhicule très similaire : l'Amilcar CC.
Le résultat de ce projet fut présenté pour la première fois au Salon de l'Auto en Novembre 1921 sous le nom de Type C, sachant que les commandes et les premières livraisons de la voiture ne furent reçues qu'au printemps 1922.
Le Type C était une petite voiture proposée uniquement avec une carrosserie Torpédo à deux places, d'une longueur de seulement 3,2 mètres et avec un empattement de 2,25 mètres en châssis court. 
La ligne était élégante, malgré la petite taille de la carrosserie. La face avant présentait une très belle calandre en forme de coupe-vent et la partie arrière de la carrosserie était « de type sport avec pointe de course allongée et pontée. »

### Diffusion
La 5 HP était une voiture populaire, destinée à pénétrer le segment de marché inférieur à celui de la 10 HP Type A.
Elle était « livrée complète, sans supplément de prix, avec démarrage et éclairage électrique, cinq roues garnies de pneus et pont arrière muni d’un différentiel ».
Le prix de vente de la 5 HP Torpédo en 1922 8 500 FR représentait environ 60 % de celui de la 10 HP B2 (13 900 FR) et était également très inférieur à celui de sa principale concurrente, la Peugeot Quadrilette (10 000 FR) qui n’était qu’un cyclecar. 
Bien qu'ingénieur de formation, André Citroën était surtout un génie des affaires à la recherche d’idées nouvelles à assimiler et à exploiter .
C’est ainsi qu’il avait fondé une société de crédit à la consommation, permettant aux clients d’acheter ses voitures à tempérament, une méthode nouvelle pour l’époque.
De même, Citroën diffusait dans ses garages des tarifs détaillés des réparations et inventa le système d’échange-standard de pièces mécaniques remises à neuf à l’usine.
André Citroën faisait preuve d’un impressionnant sens de la publicité ; une facette de son génie fut de promouvoir cette voiture vers un public féminin, ce qui était absolument inhabituel à l'époque. Tous les documents publicitaires de la 5 HP représentaient en effet la voiture conduite par une jeune femme.
Après un démarrage lent en 1922, le succès de la 5 HP fut tel qu'à partir de 1924, elle représentait la moitié des ventes de la marque (près de 30 000 véhicules) et devint la première automobile populaire européenne.
Louis Renault (1877-1944) aurait décrit la 5 HP comme «la voiture qui l’avait empêché de s'endormir».
Pierre Dumont dans Quai de Javel, Quai André Citroën,(1976) écrivit : « La 5 CV Citroën roulait à 60 km/h, une vitesse qu'elle semblait pouvoir tenir indéfiniment, et elle était d'une robustesse incroyable. Elle remporta un grand succès, tant à cause de ses qualités, de son élégance, surtout en cabriolet que de son prix » .
L’appellation commerciale : « 5 HP » devint « 5 CV » en fin 1925, à l’occasion du changement du mode de calcul de la puissance des moteurs avec le passage de Horse-Power à Chevaux-Vapeur.
Entre 1919 et 1925, Citroën installa un immense réseau de cinq mille agents dans le monde entier, et des filiales et concessionnaires exclusifs furent implantés un peu partout : Japon, Pays-Bas, Suisse, Danemark, Afrique du Nord, Australie, Amérique du Sud, etc. Des unités de production furent installées en Espagne, Italie, Pologne, Algérie, Belgique et Angleterre à partir de 1925, afin d’échapper aux barrières douanières qui imposaient des taxes élevées pour les produits d’importation dans certains pays (ex. : droits Mac Kenna en Grande-Bretagne).
Les premières voitures de série furent construites en Mars 1922, en version Torpédo 2 places, puis début 1923, une version Cabriolet 2 places plus luxueuse suivit. Fin 1923 furent ajoutés une version torpédo 3 places et une fourgonnette.

### Succès populaire

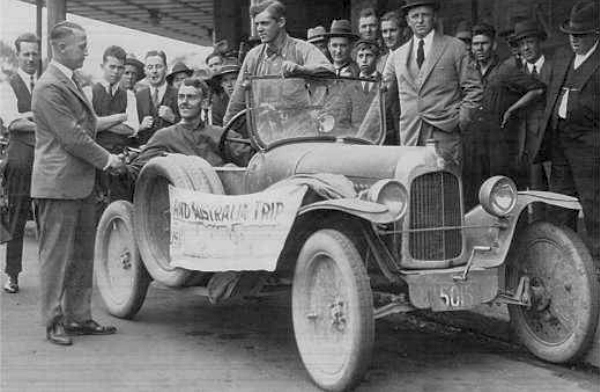
« La Torpédo Bubsy » des deux étudiants arrivant à Sydney en décembre 1925.

La 5 HP était un modèle de fiabilité et de frugalité par rapport à la concurrence : elle était extrêmement robuste comme en témoigne la « Bubsy », une Torpédo 2 places achetée d’occasion par deux étudiants, qui en 1925  effectuèrent à son bord, dans des conditions extrêmes et sans aucun problème mécanique, un périple de 17 000 km en cinq mois autour de l’Australie,.
Malheureusement, bien que la 5 HP ait été un succès indéniable, elle était insuffisamment rentable. 
Un modèle « Type C4 », à carrosserie « tout acier » fut envisagé mais finalement abandonné à cause d’un prix de revient de fabrication beaucoup trop élevé. Afin de préparer la naissance de la B14 « tout acier », André Citroën prit seul la décision, contre l’avis général, de mettre fin à son projet de production en mai 1926. 
La 5 HP est aujourd’hui la voiture de collection type des années 1920. Son succès tient à ce qu’elle a déjà été à son époque une immense réussite commerciale et aussi au fait qu’il est possible de la restaurer très facilement à partir de pièces d’époque encore nombreuses et de refabrications. Sur les 81 000 5 HP construites, beaucoup ont été transformées en véhicules utilitaires, tracteurs, etc. Il était estimé qu’environ deux à trois mille voitures (3 à 4 %) ont survécu,.
La voiture est vue devant la gare de Chatenay-sous-cloche dans le film Cinq Millions comptant

## Technique

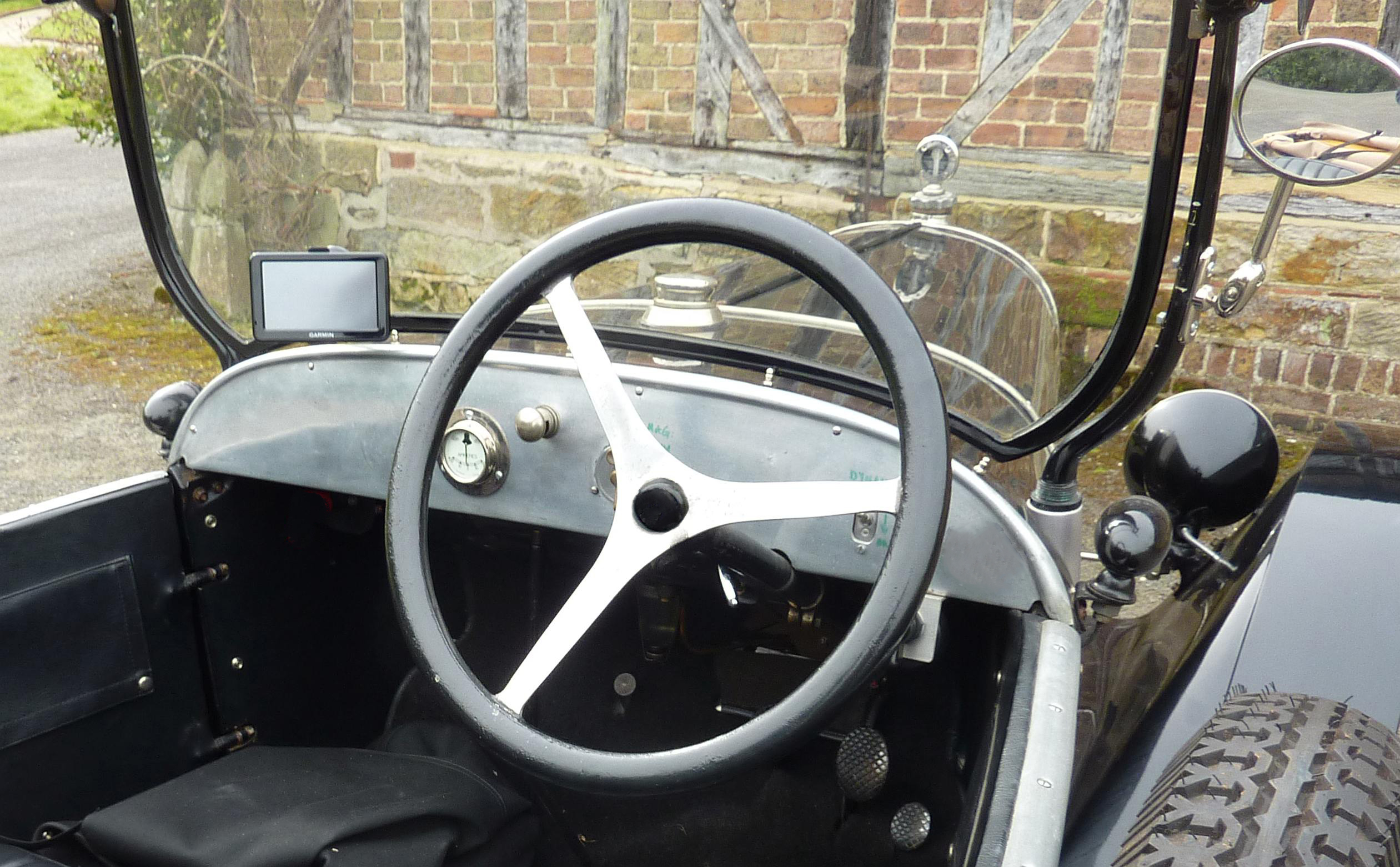
Tableau de bord d'une Torpédo T2 1922

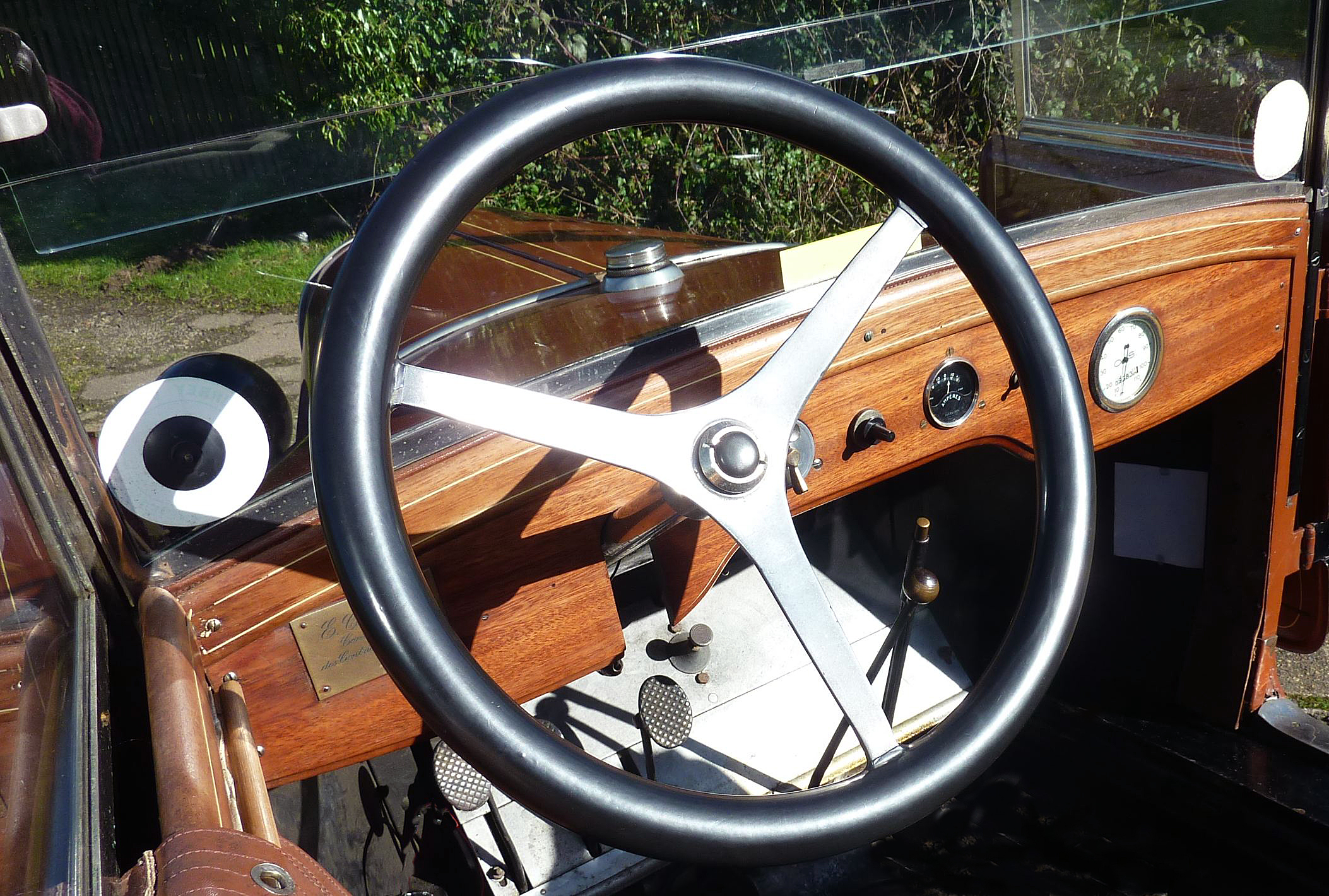
… et d'un Cabriolet TL.

### Structure
La petite Citroën avait une avance technique sur la concurrence : elle était équipée d'un démarreur et de phares électriques, atouts majeurs à l'époque pour satisfaire la clientèle féminine sensible à la facilité de conduite.
Elle était légère : avec un poids à vide de 543 kg - essentiellement celui du moteur, de la boîte de vitesses et du pont arrière. La vitesse maximale était de 60 km/h, la consommation  5 L aux 100 km était faible.
Les châssis 5 HP étaient assemblés dans l'usine de Levallois et le montage final se faisait au Quai de Javel. Des versions avec conduite à droite étaient disponibles pour la France car la demande était encore forte pour ce mode de conduite et aussi pour l’exportation dans des pays anglophones : Angleterre, Commonwealth, Australie et aussi Suède et Argentine.

### Carrosserie

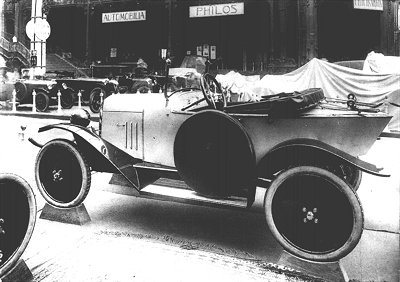
Salon de l' Auto, Paris, octobre 1921.

La carrosserie était constituée d’une structure en bois, sur laquelle étaient clouées les tôles de carrosserie. La 5 HP fut la dernière Citroën avec carrosserie à ossature composite.
La seule porte, côté passager, s’ouvrait vers l’avant. Les charnières étaient invisibles sauf sur les cabriolets, et les déformations de la caisse étaient absorbées par une serrure à double cône évitant l’ouverture inopinée de la porte.
Les voitures du début 1922 possédaient un capot à trois fentes d'aération, remplacé vers Septembre 1922 par une version à seize fentes latérales, et l’avant présentait une élégante calandre en forme de coupe-vent.
Fin 1922, pour des raisons techniques de fabrication, le radiateur, jusqu'alors à faisceau soudé dans la calandre, fut construit avec faisceau et calandre nickelée séparés. Les premiers écussons Citroën étaient à chevrons bleus sur une base nickelée, puis les motifs furent inversés.

### Moteur

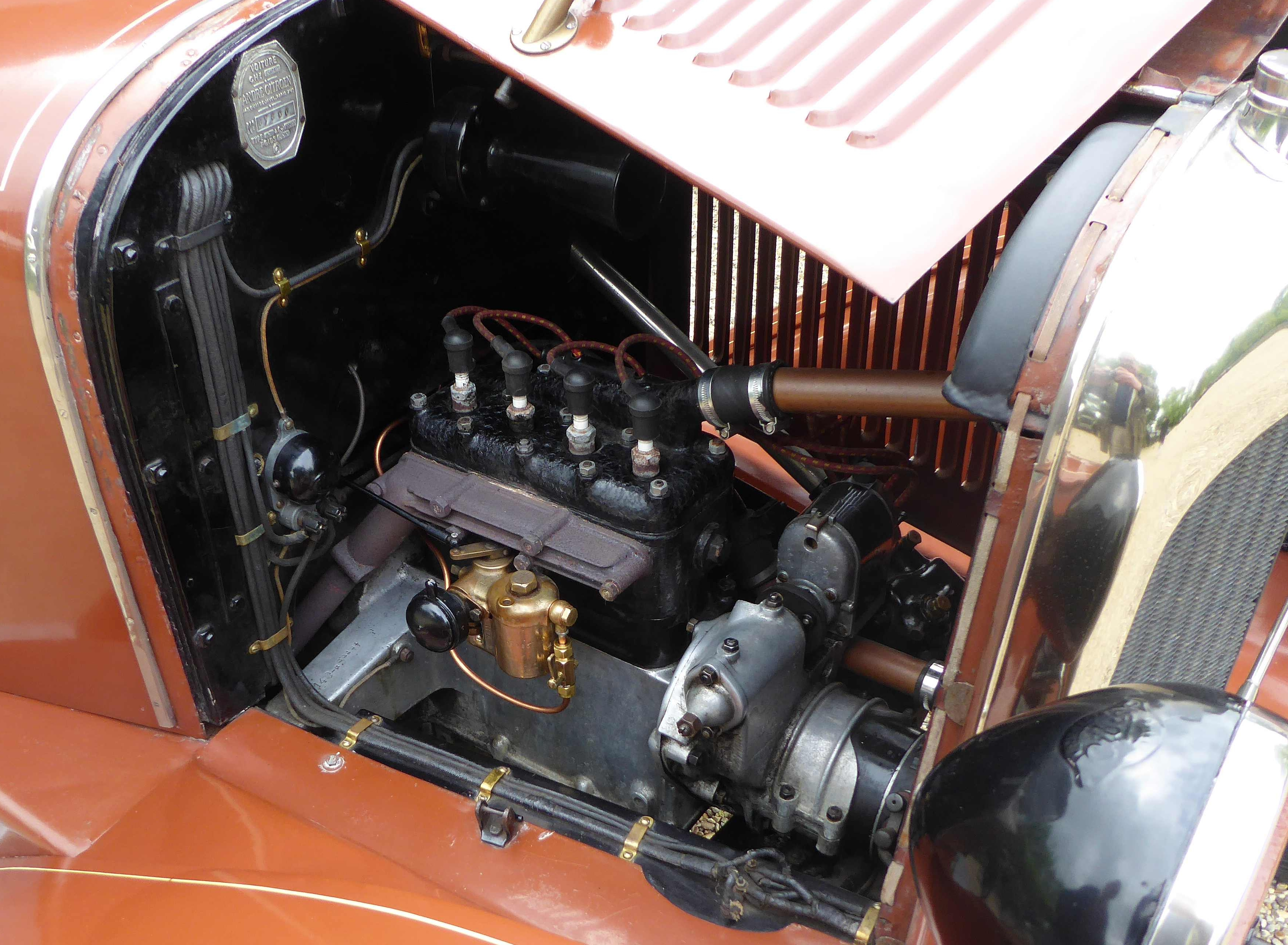
Moteur avec carburateur Solex

Le moteur à soupapes latérales était un 4-cylindres de 856 cm3 refroidi par thermosiphon développant une puissance de 11 ch. À partir du 1er juin 1925, le système de refroidissement fut amélioré par le montage d’un ventilateur sur tous les modèles auparavant monté uniquement sur les cabriolets.
L’alimentation était assurée par un carburateur Solex .
L’allumage, initialement par batterie, bobine et Delco, fut remplacé pour son manque de fiabilité après seulement 6 mois, par un allumage par magnéto.

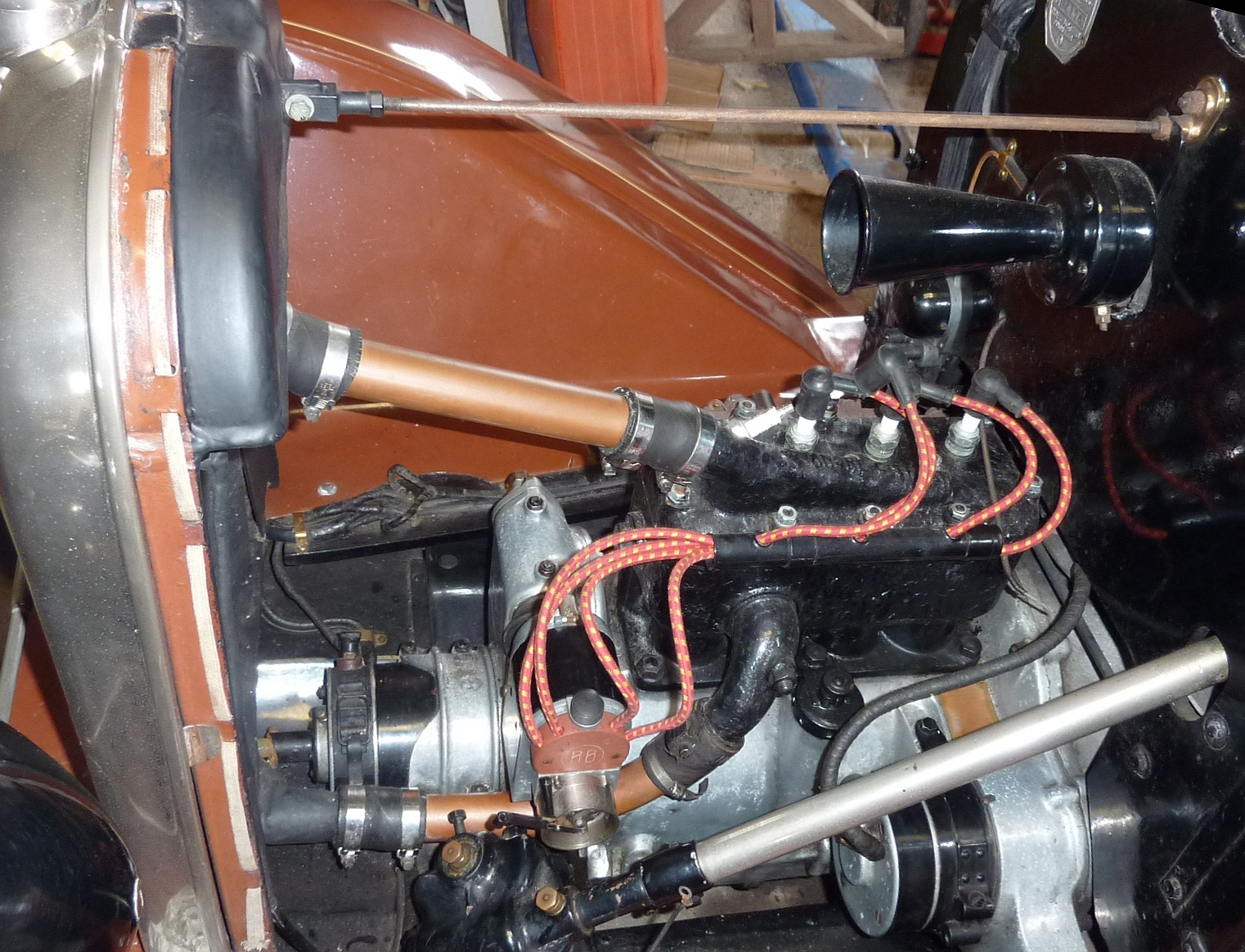
Moteur avec magnéto RB

### Commandes, transmission
Le moteur était accouplé à une boîte de vitesses à trois rapports non synchronisés et marche arrière. Les pignons étant à taille droite, la boîte avait tendance à « chanter » en 1re et 2e, mais était silencieuse en 3e en prise directe. La boîte était encore plus bruyante si les pignons présentaient de l’usure, mais aussi quand le palier entre arbre primaire et secondaire avait trop de jeu, ou si les pignons se trouvaient excentrés.
Comme sur les voitures de l'époque, la pédale d’accélérateur était située au milieu, entre celle d'embrayage à gauche et celle du frein de ralentissement situé en sortie de boîte de vitesses à droite.
Il n’y avait pas de freins sur les roues avant : le levier de frein à main commandait les deux tambours des roues arrière. Le freinage n’était pas le point fort de la voiture : il fallait savoir anticiper l'obstacle et doser l’action des deux systèmes de freinage, sous peine de casser un arbre de roue. Beaucoup de 5 HP furent modifiées pour coupler le frein de transmission et les freins arrière sur la commande au pied.

### Châssis et suspension
Le châssis en échelle était de forme trapézoïdale. Il était renforcé par des traverses pour éviter la déformation des longerons en « U ».
La suspension consistait en quatre ressorts à lames quart elliptiques inversés. Des amortisseurs à friction étaient montés d’usine à l’arrière sur le cabriolet plus lourd, à partir de 1925.
A l'automne 1923, le châssis court Type C2 fut rallongé de 10 cm en Type C3, l’empattement passa à 2,35 m et fut prolongé par un col de cygne, fermé par une traverse supplémentaire dépassant le pont arrière. Il soutenait l’arrière de la caisse qui jusqu'alors était en porte-à-faux. Sur ce châssis « long » furent assemblées des carrosseries Torpédo et Cabriolet, les nouvelles Torpédos « trois places » et la Voiture de Livraison. L’allongement du châssis se remarquait par la distance supérieure entre la roue de secours et l’aile arrière. Ce châssis fut construit sans modifications jusqu'à la fin de la production.

### Équipements
Le pont arrière était du type « banjo ». Le carter de différentiel avait une forme ronde, puis ovale à partir de Juillet 1925. La denture du couple conique était du type Citroën « à chevrons ». Une denture conique hélicoïdale "Gleason" plus facile à usiner et plus robuste, devint disponible en deuxième monte à partir de 1928.
Le système de pare-brise "Duvivier" fut remplacé par un système similaire Citroën sur les modèles TL et T3-2 en Juillet 1925.
Les pneus à talons « Michelin câblé » de 700 x 80 étaient du type « haute pression », c’est-à-dire gonflés de 4 à 5 bars, rendant la conduite délicate et le confort médiocre. Ils furent remplacés à partir de Mars 1924 par des pneus à talons 715 x 115 « basse pression » gonflés à 2,5 bars, et furent proposés d’abord en option, puis montés en série en Juin 1924. Par la suite, les jantes 11-12 x 45à tringles apparurent en 1927 pour les pneus à tringles à très basse pression (1,5  à   1,75 bar) appelés « Confort Bibendum » et furent couramment montées en remplacement des montes d’origine à talons, sur de fortes incitations de la compagnie Michelin.
Le niveau d’équipements de la 5 HP étant relativement simplifié, de nombreux accessoiristes et manufacturiers en profitèrent pour proposer de multiples solutions d'amélioration du confort de conduite ou de performances, telles que : porte-bagages, jauge à essence (O.S.), thermomètre de contrôle de l'eau du moteur (Boyer-Meter), compteur de vitesse et montre (Jaeger, O.S.), amortisseurs (Houdaille, Repusseau), freins avant (Poulet, Acmos), améliorations du moteur (Super-Culasse Desprez, Transformations F. Crespelle, Culasse (Ruby-Ricardo),.

## Modèles
En 1922-23, la caisse de la Torpédo T2 et le Cabriolet TL biplaces était montée sur le châssis court (C2). 
En Octobre 1923, ces carrosseries, ainsi que la Voiture de Livraison VL et la "Torpédo 3-places" T3-1 , dite "3-places décalées" ou "à strapontin" furent montées sur le châssis long (C3) .
En Octobre 1924, la T3-1 fut remplacée par la Torpédo 3 places T3-2 : deux places à l’avant et une à l’arrière disposées en « trèfle ».
Le système Citroën de dénomination des types de voitures, de châssis et de carrosseries était complexe et portait à confusion. L’absence de documentation historique due à la destruction totale des archives pendant la guerre a permis le développement et la diffusion d’erreurs et de légendes durant les décennies suivantes. 
Il est maintenant admis que seuls ont été commercialisés deux types de voitures : les types C2 et C3, sur deux types de châssis — C2 le court et C3 le long — respectivement au printemps 1922 et en octobre 1923.

### Torpédo 2-places (T2)
Production : châssis court (C2) : Mai 1922 à Septembre 1923 ; châssis long (C3) : d'Octobre 1923 au printemps 1925.

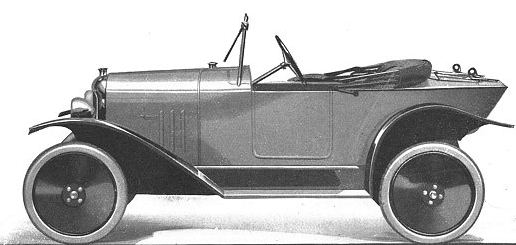
5HP C2 Torpédo 2-places T2 version originale, Octobre 1921.

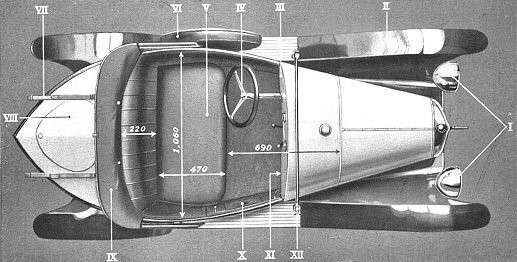
5HP C2 Torpédo 2-places T2.

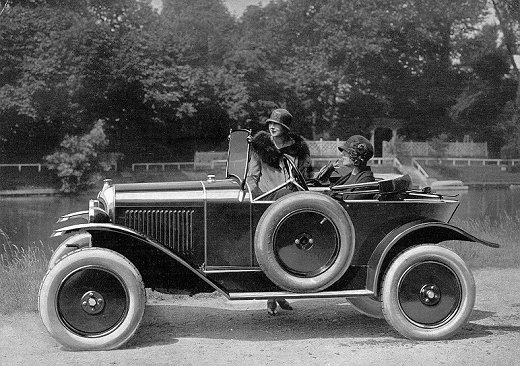
5HP C3 T2 1924, pneus confort 715x115. Catalogue Citroën.

La « pointe de course » arrière donnait à la Torpédo une allure sportive. Elle prit également le sobriquet de « Cul de Poule ».
Couleurs des carrosseries : jaune (C2-1922/23), puis : rouge Bordeaux, bleu Canon ou brun Havane (C3-1924/25).
Le siège à deux places confortables était recouvert de simili-cuir noir (C2), puis sur (C3) : rouge ou noir pour le rouge Bordeaux ; noir pour le bleu Canon ; brun ou noir pour le brun Havane. Le sol était recouvert de tapis-brosse noir.
À l’intérieur, on trouvait deux pochettes de rangement dans la garniture de porte et côté conducteur. La roue de secours était montée à côté du conducteur. Sur les châssis courts (C2) la face intérieure de la roue était visible. Les charnières de porte étaient invisibles.
À l’arrière de la voiture était placé un coffre rapporté, accessible depuis le haut et fermé par un couvercle. Deux supports permettaient de placer une malle de dimensions 40 × 80 cm. Les marchepieds étaient en aluminium, renforcés par des rainures en long. Ils étaient de couleur noire, le haut des rainures était poli.
Les ailes et l’habillage du châssis étaient en tôle peinte au four, toujours de couleur noire. Les phares bols noirs, porte de phare nickelée étaient reliés par une barre réglable en largeur nickelée également. Le tableau de bord en aluminium bouchonné était simple et ne comportait qu’un ampèremètre, et un contacteur de phares et allumage.
La capote a un seul axe était en toile noire étanche. Les arceaux étaient en frêne cintrés en U. Un équipement « tout temps, rideaux de côté » était livré de série. Le point d’articulation du pare-brise réglable était placé en haut des montants. Les mains courantes étaient en aluminium peintes en noir.
Le refroidissement du moteur fut amélioré en Juin 1925 par un ventilateur placé derrière le radiateur.

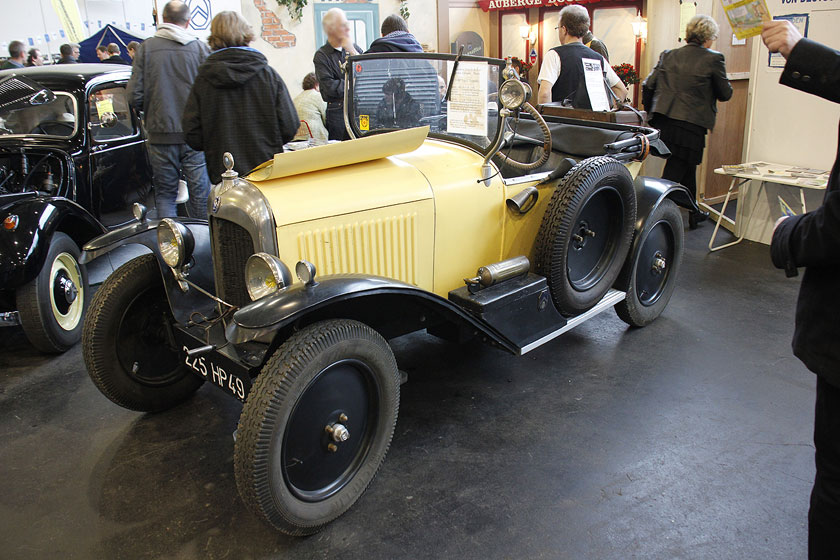
5 HP C2 T2, jaune pâle.
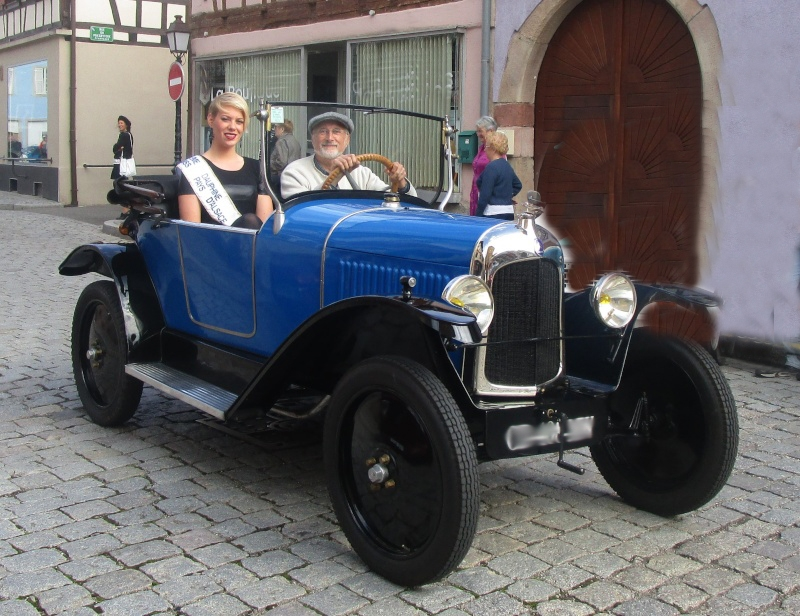
5 HP C2 T2, 1923.

### Torpédo 3-places (T3-1)

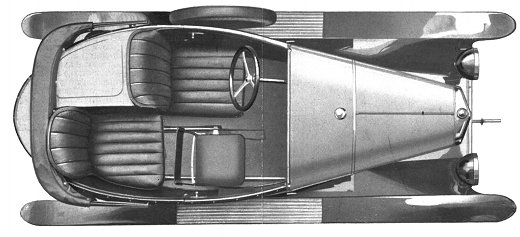
5 HP C3 Torpédo 3 places à strapontin T3-1.

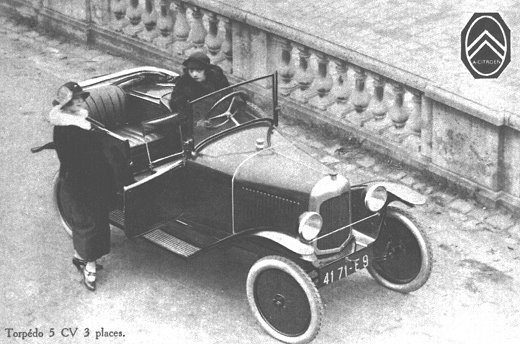
5 HP C3 T3-1 1923, pneus 700x80. Catalogue Citroën.

Production châssis long (C3) : Octobre 1923 à Octobre 1924.

#### Carrosserie
La carrosserie à l'arrière arrondi était élargie pour être plus spacieuse. La roue de secours était située sur la carrosserie côté  conducteur. La porte était agrandie de 12 cm par rapport au modèle T2.
Le siège conducteur était fixe. Le siège passager était monté sur deux rails cylindriques et pouvait être déplacé d’avant en arrière. À l’avant, se trouvait un strapontin repliable sous le tableau de bord et qui pouvait être déployé lorsque le siège passager était en position reculée. Un petit coffre était situé derrière le siège du conducteur. Il était accessible par le haut et fermé par un couvercle.
Couleurs des carrosseries : rouge Bordeaux, bleu Canon, brun Havane. Certaines carrosseries rares ont été peintes en vert mousse.
Couleur des sièges en simili-cuir : rouge ou noir pour le rouge Bordeaux ; noir pour le bleu Canon ; brun ou noir pour le brun Havane.

#### Intérieur
À l’intérieur, on trouvait deux pochettes de rangement dans la garniture de porte et à côté du conducteur. Les mains courantes étaient en aluminium peintes en noir. Le point d’articulation du pare-brise réglable était placé au bas des montants. Le sol était recouvert de tapis-brosse noir.
Ce modèle eut une diffusion limitée, seulement 8 000 exemplaires, car la clientèle appréciait modérément le confort du strapontin ; il fut appelé à posteriori improprement « Faux Trèfle » par les collectionneurs.

### Torpédo 3-places Trèfle (T3-2)

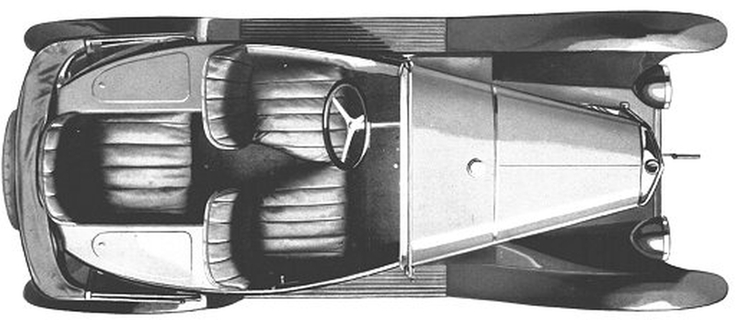
5HP C3 Torpédo 3-places en Trèfle T3-2.

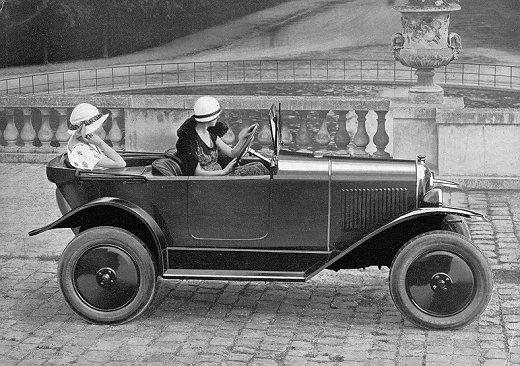
5HP C3 T3-2 1924. Catalogue Citroën.

Production : châssis long (C3) : Octobre 1924 à Juin 1926. Ce modèle remplaça la T3-1. Couleurs des carrosseries : beige foncé, puis en Décembre 1924 : rouge Bordeaux, bleu Canon, brun Havane. Couleur des sièges en simili-cuir : rouge ou noir pour le rouge Bordeaux ; noir pour le bleu Canon ; brun ou noir pour le brun Havane.
Ces trois sièges étaient disposés en « trèfle ». À l’avant, il y avait deux sièges individuels. Un passage entre les sièges avant permettait l’accès au siège arrière central.
Deux petits coffres étaient placés à droite et à gauche du siège arrière. Ils étaient accessibles par le haut et fermés par des couvercles.
La roue de secours était montée à l’arrière. Les mains courantes étaient en aluminium peintes en noir. Le point d’articulation du pare-brise réglable était placé en bas des montants comme la T3-1.
À l’intérieur, on trouve deux pochettes de rangement dans la garniture de porte et à côté du conducteur.
Le sol était recouvert de tapis-brosse noir.
Les ailes à profil plat, dites « ailes plates » furent remplacées à partir du Février 1925 par des « ailes rondes ».

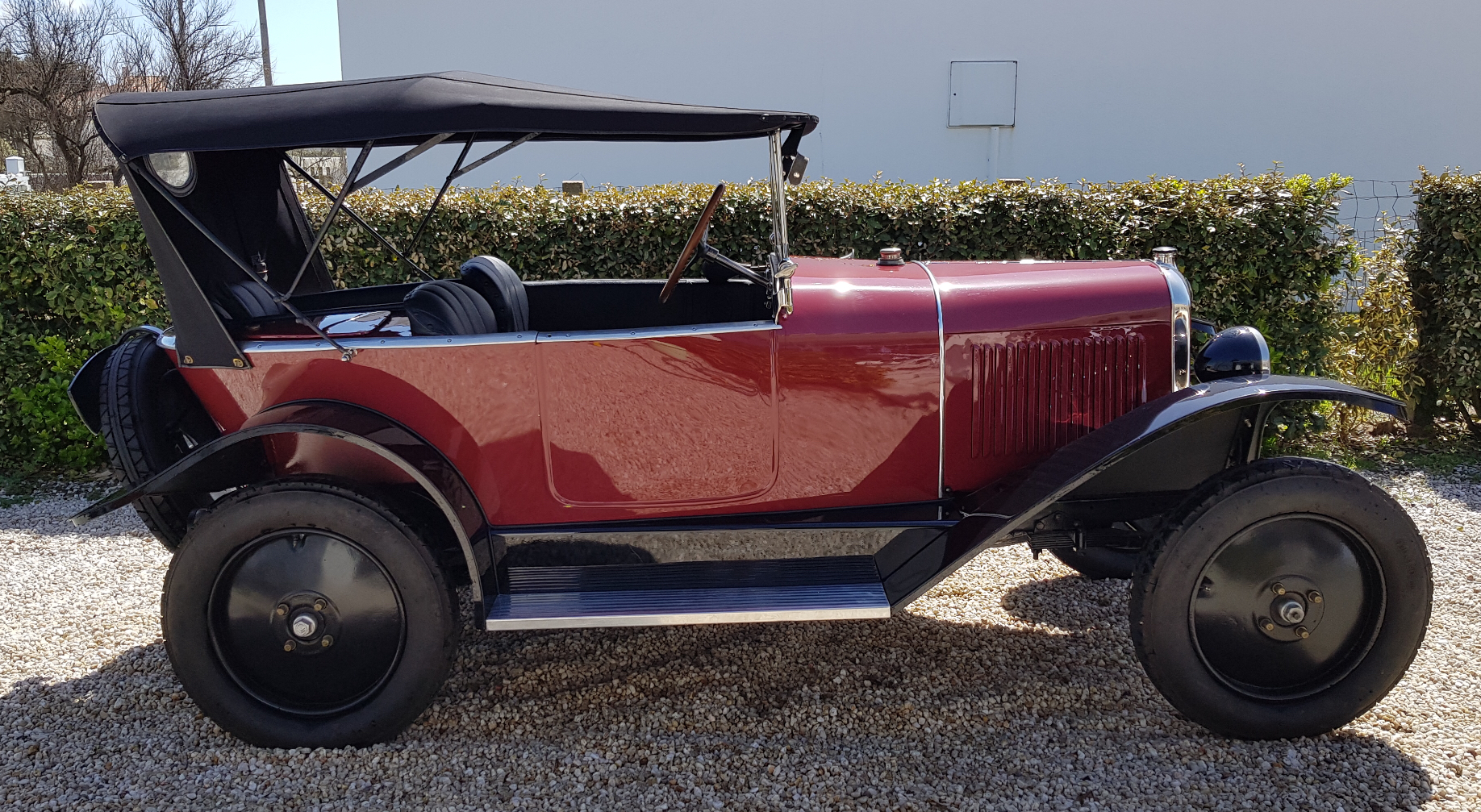
5 HP C3 T3-2, 1924.
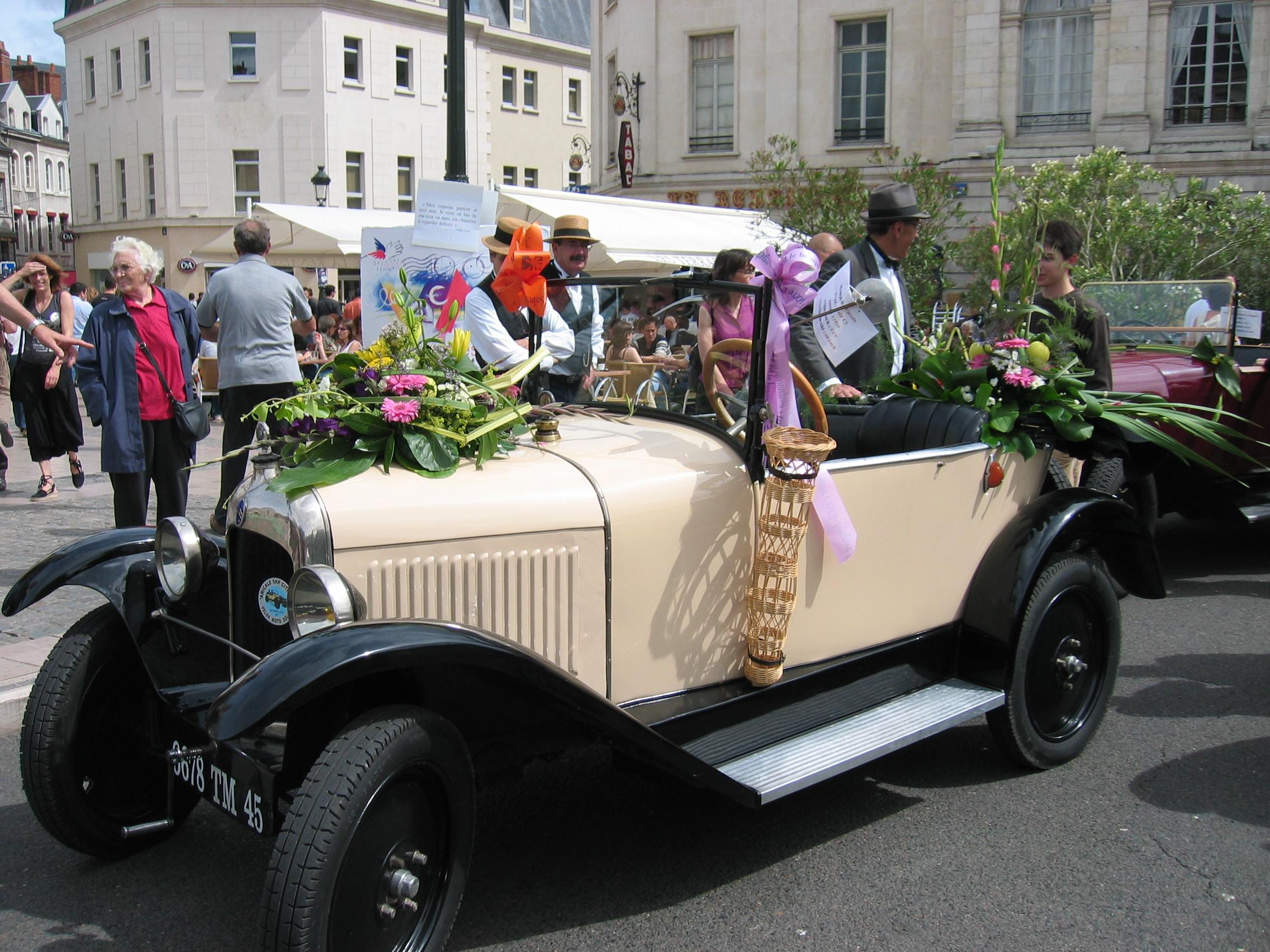
5 HP C3 T3-2.

### Cabriolet (TL)
Production : châssis court (C2) : Mars 1923 à Septembre 1923 ; châssis long (C3) : Octobre 1923 à Juin 1926.

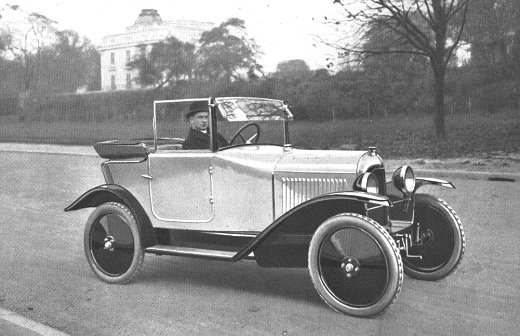
5HP C2 cabriolet TL Oct 1922

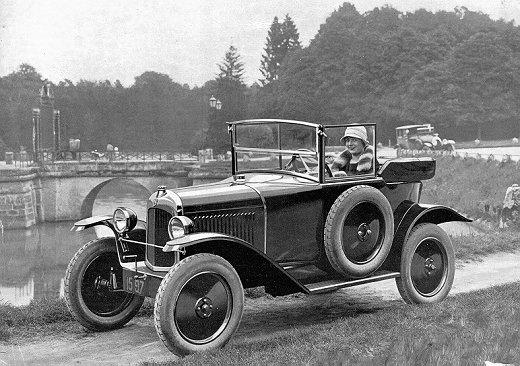
5HP C3 Cabriolet TL.

Le cabriolet était une version plus luxueuse et confortable que la Torpédo, notamment grâce à la fermeture hermétique de la capote et des fenêtres coulissantes transformant la voiture en version fermée, qui lui valut d’être improprement dénommée "Coupé Docteur" par les collectionneurs.
À partir de fin 1924, des amortisseurs à friction furent placés en travers de l’essieu arrière.

#### Carrosserie
L’arrière était identique à la Torpédo 2-places.
Couleurs des carrosseries : jaune ou brun Havane (C2-début 1923), puis rouge Bordeaux, bleu Canon ou brun Havane (C3-1924/25).
Couleur des sièges en simili-cuir : rouge ou noir pour le rouge Bordeaux ; noir pour le bleu Canon, brun ou noir pour le brun Havane.
La capote en simili-cuir noire à arceaux métalliques fermait hermétiquement la carrosserie. À l’intérieur, une étoffe doublait la capote qui pouvait être ouverte ou fermée depuis l’intérieur. Sur châssis long, la capote devint livrable en simili-cuir rouge, brun ou noir.
Les ailes à profil plat, dites « ailes plates » furent remplacées à partir de Février 1925 par des « ailes rondes ».

#### Intérieur
À l’intérieur, on trouvait deux pochettes de rangement dans la garniture de porte et à côté du conducteur.
Sur les châssis courts, l'ouverture du coffre à bagages, plus grande que sur le modèle T2, ne permettait plus de monter de porte-malle. À la demande de la clientèle, les châssis longs reviendront à la petite ouverture. À l’intérieur, derrière les sièges, une trappe fermée par un couvercle donnait accès au coffre.
Une poignée de porte en forme de T était montée à l’extérieur. Les charnières étaient visibles.
Une banquette confortable offrait assez de place pour deux personnes. Les premiers Cabriolets avaient la banquette légèrement reculée du côté passager. Le sol était recouvert de tapis-brosse noir.
Sur les châssis courts, le tableau de bord ou « planche porte-appareils » était en aluminium bouchonné. Sur les châssis longs, il fut remplacé par une planche en acajou verni avec incrustation de frises en ébénisterie continuant sur les bandeaux en dessous des fenêtres. Les mains courantes étaient en aluminium peint en noir.
Les deux glaces latérales descendaient à l’intérieur de la porte, actionnées par une sangle comme sur les voitures de chemins de fer de l’époque. Ces glaces pouvaient rester en position haute, même lorsque la capote était ouverte. Elles étaient jointives au pare-brise, dont la partie supérieure s’ouvrait vers l'avant.

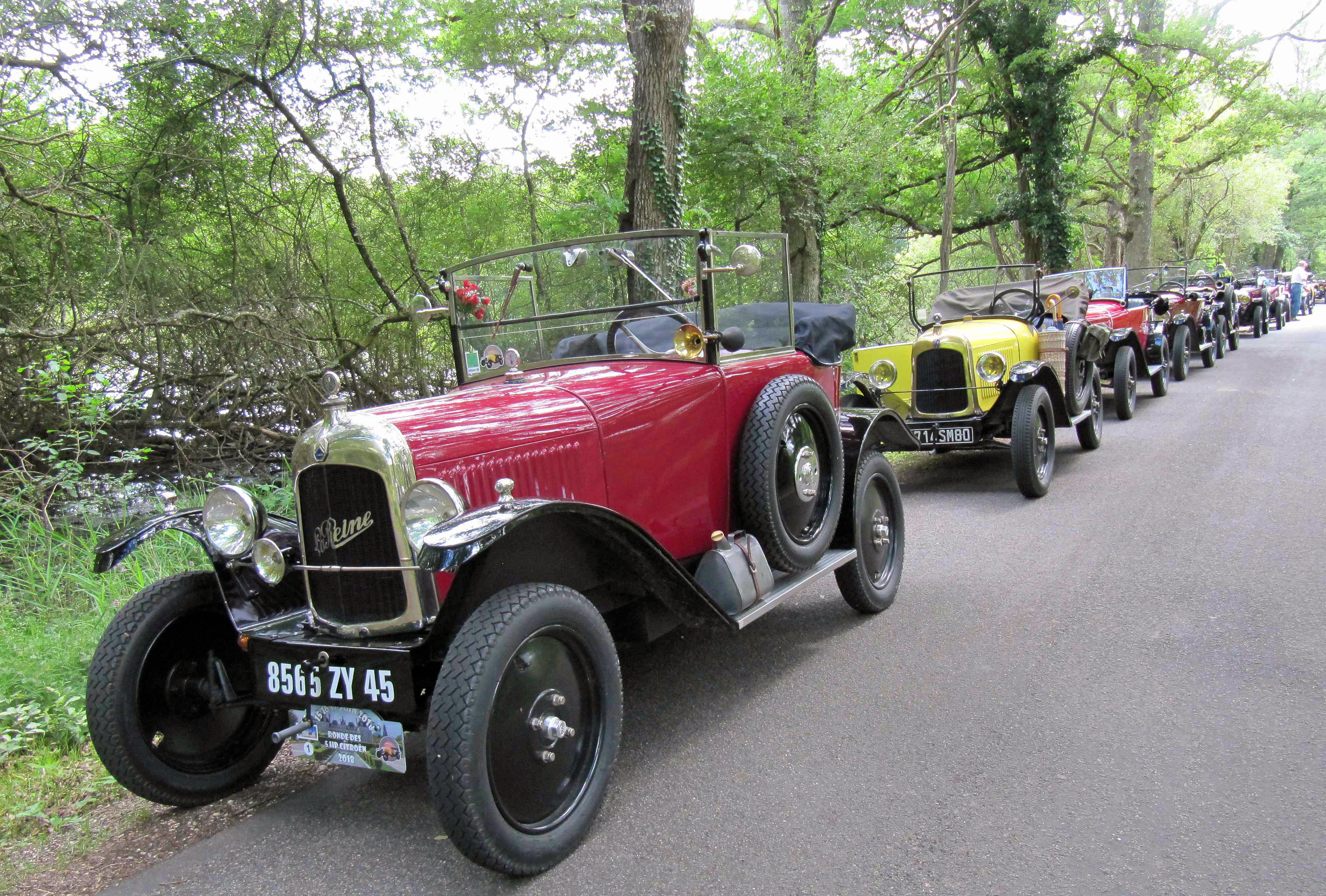
5 HP C3 TL, 1924.
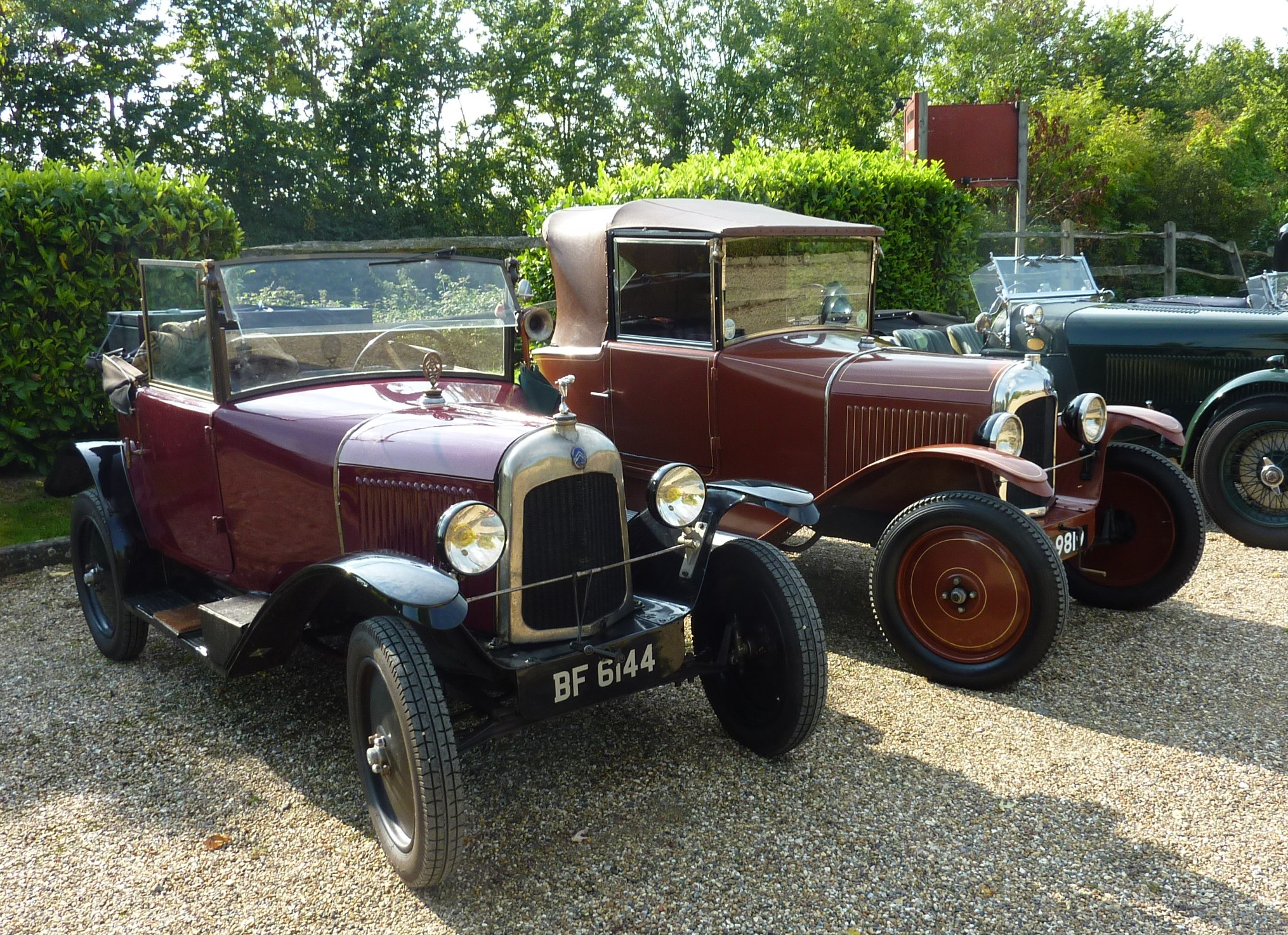
5 HP Cabriolets TL, 1924.
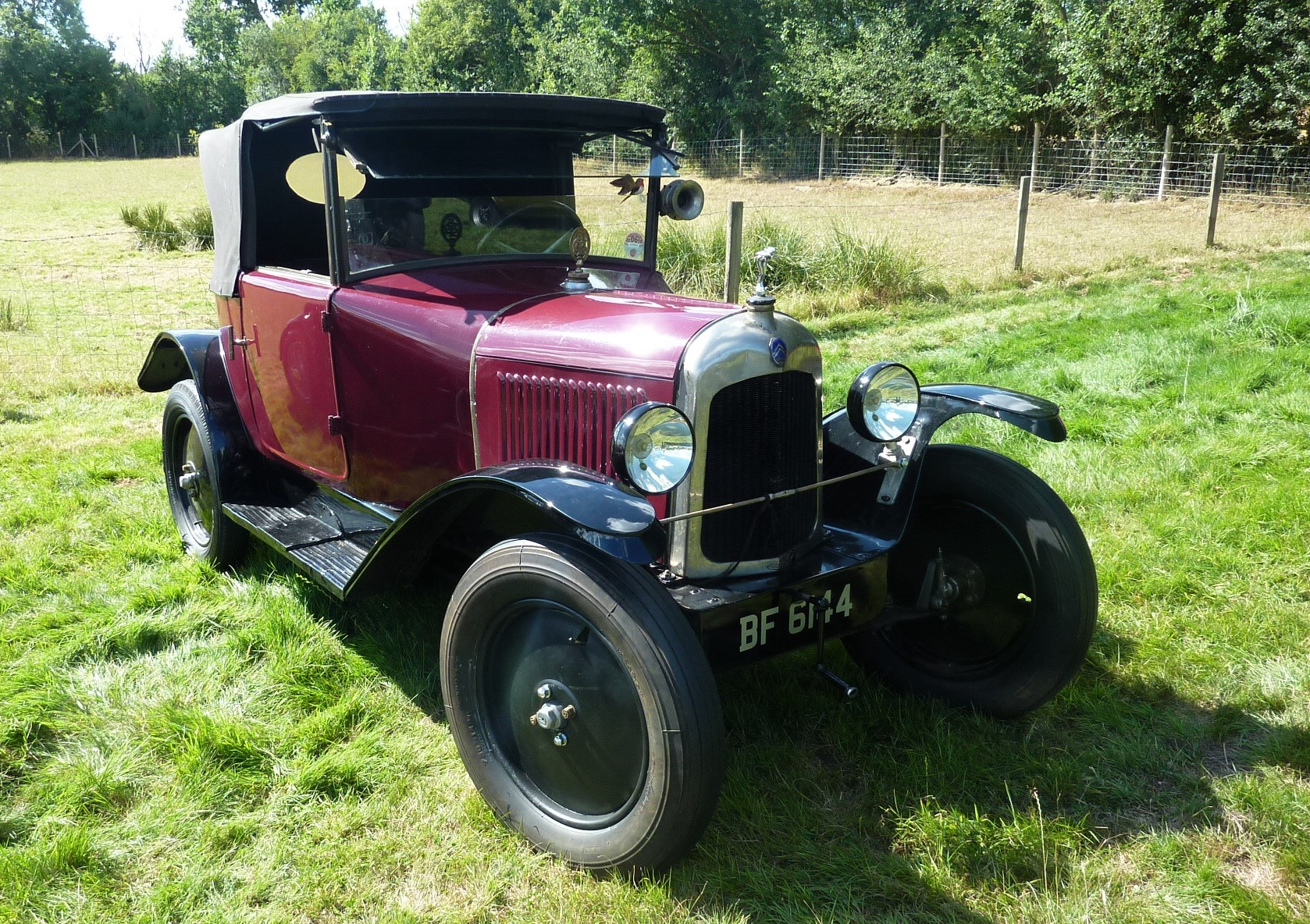
5 HP TL rouge Bordeaux, 1924.
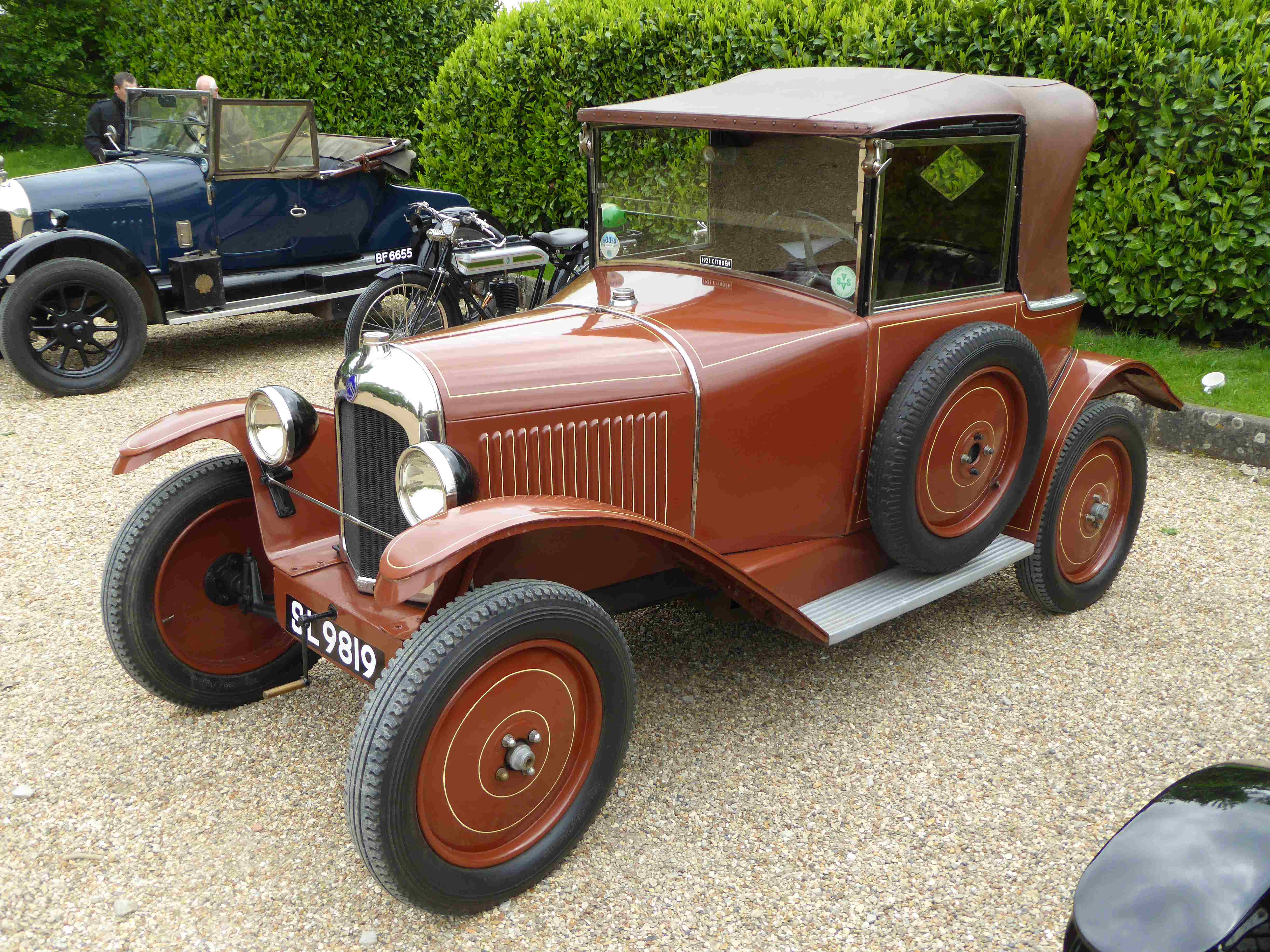
5 HP TL Havane.
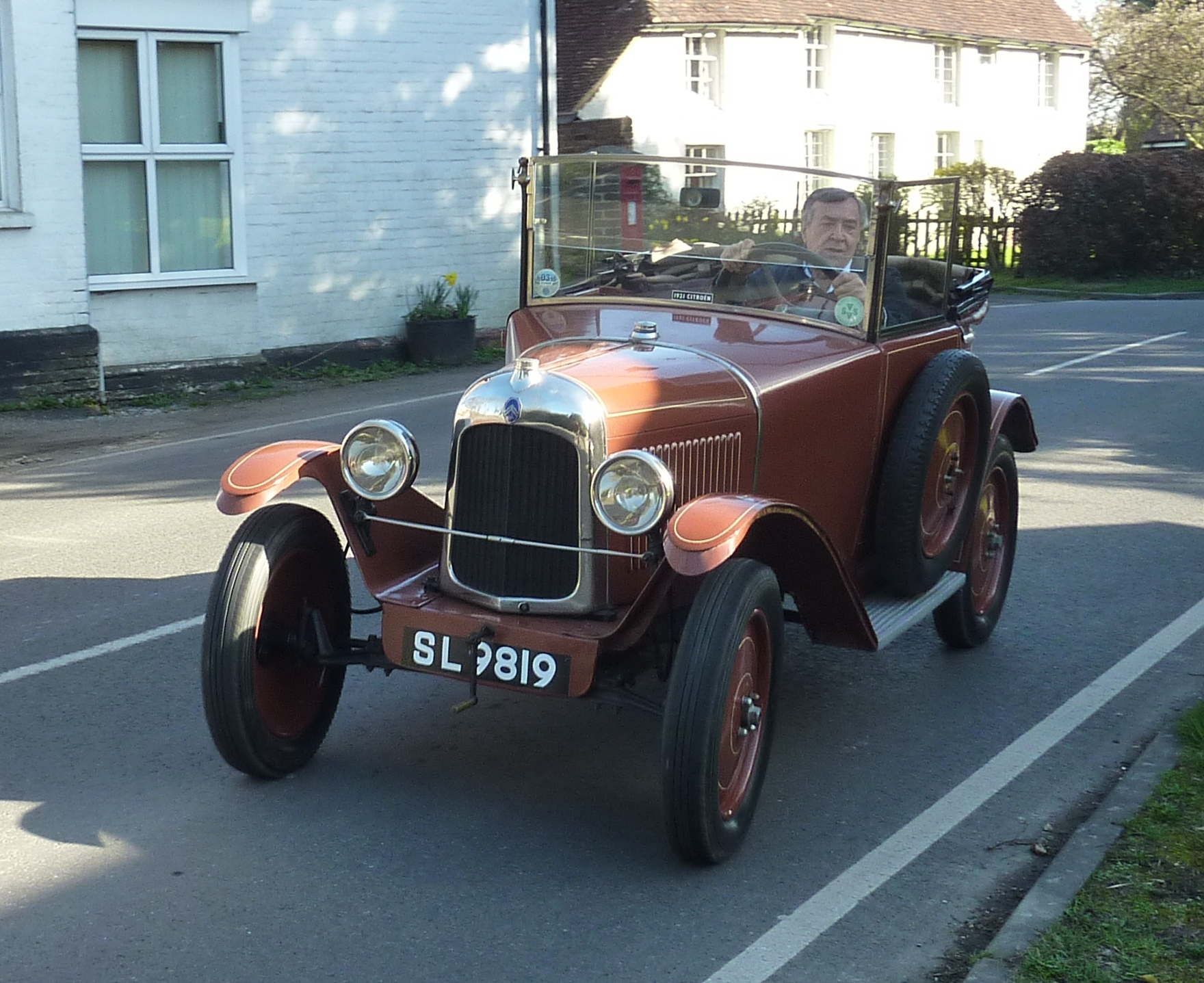
5 HP TL Havane.
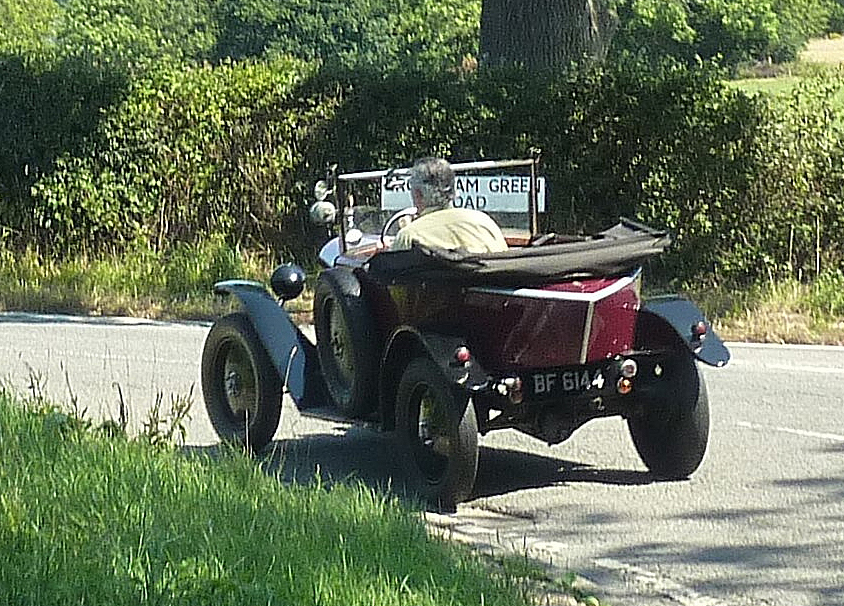
5 HP TL rouge Bordeaux.

### Voiture de Livraison (VL)

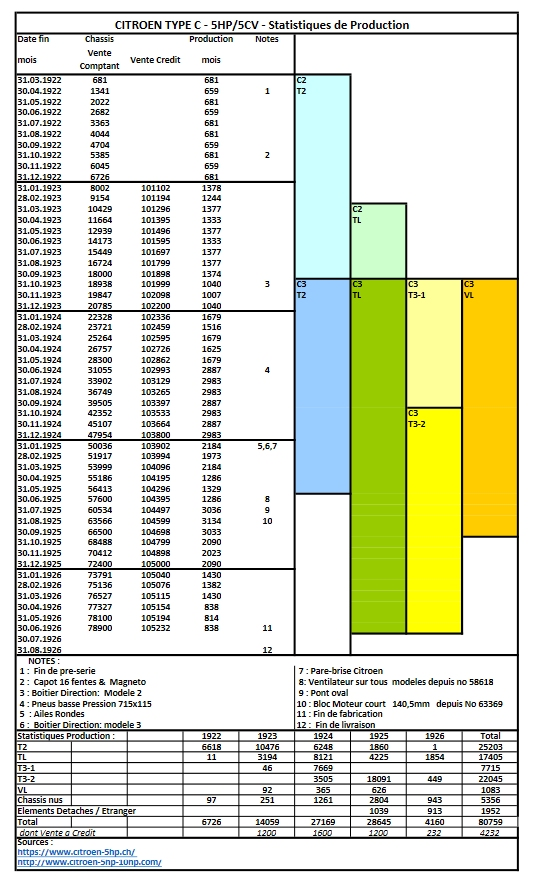
Citroën type C 5HP 5 CV 1922-26. Statistiques de production.

Production : châssis Long (C3) : début 1924 à courant 1925.

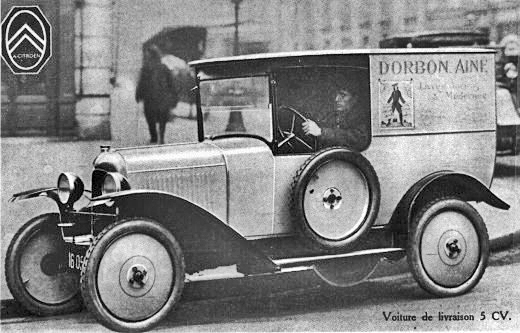
5HP C3 Voiture de Livraison VL avec pneus 700x80.

La charge utile de 125 kg du véhicule, jugée insuffisante par la clientèle, fut la cause du volume réduit de production (1083 exemplaires).
Les dimensions intérieures de la partie utilitaire étaient en largeur de 750 mm, en longueur de 1 070 mm et en hauteur de 1 070 mm. La voiture possédait  deux sièges séparés en simili-cuir. Le siège conducteur était fixe, le siège passager pouvait être enlevé. Le toit était d’un seul tenant, constitué d’une ossature en bois recouverte de simili-cuir. Le sol était recouvert d’un tapis en caoutchouc.
À l’intérieur, on trouvait deux pochettes de rangement dans la garniture de porte et côté conducteur. Le tableau de bord était en tôle laquée noire et les mains courantes  en aluminium peint en noir. Le pare-brise était en deux parties, la partie supérieure s'ouvrant vers l’avant comme sur le cabriolet.
La partie utilitaire située à l’arrière était équipée de deux portes battantes. Dans la cloison avant se trouvait un portillon coulissant, permettant de transporter des charges de 1 500 mm de long. Le véhicule avait une seule porte, côté opposé à la conduite, qui s'ouvrait vers l’avant. Des deux côtés étaient montés des rideaux en toile imperméable. Côté porte, le rideau s’ouvrait avec celle-ci.
Couleur de carrosserie : Havane.
Sièges : simili-cuir noir.

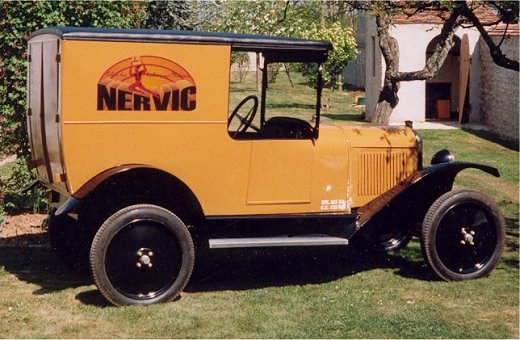
5 HP C3 VL Voiture de Livraison 1924.
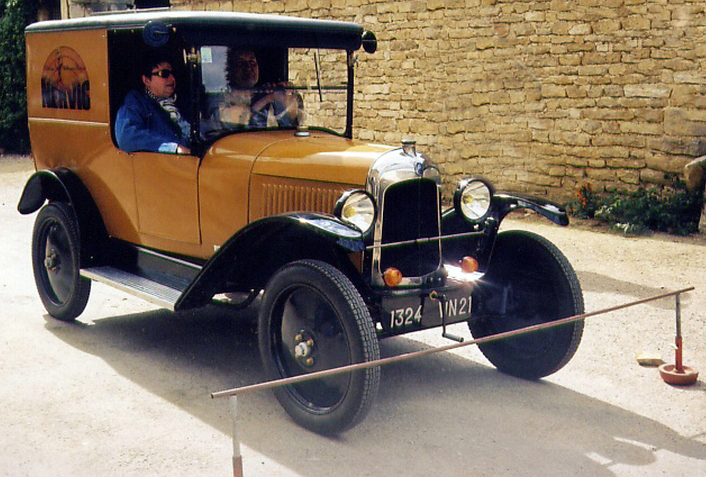
5 HP VL Havane.

## Sources
- (fr + en + de) Willy Schafroth, « Citroën 5HP », sur citroen-5hp.ch (consulté le 4 septembre 2019).
- Paul Blank, « The First Car Around Australia », sur classicrally.com.au (consulté le 4 septembre 2019).
- National Museum of Australia, « Video : First Car Around Australia ».
- Bernard Laurent, Citroën 5HP, Éditions Bernard Laurent, février 2006.

## Voir aussi

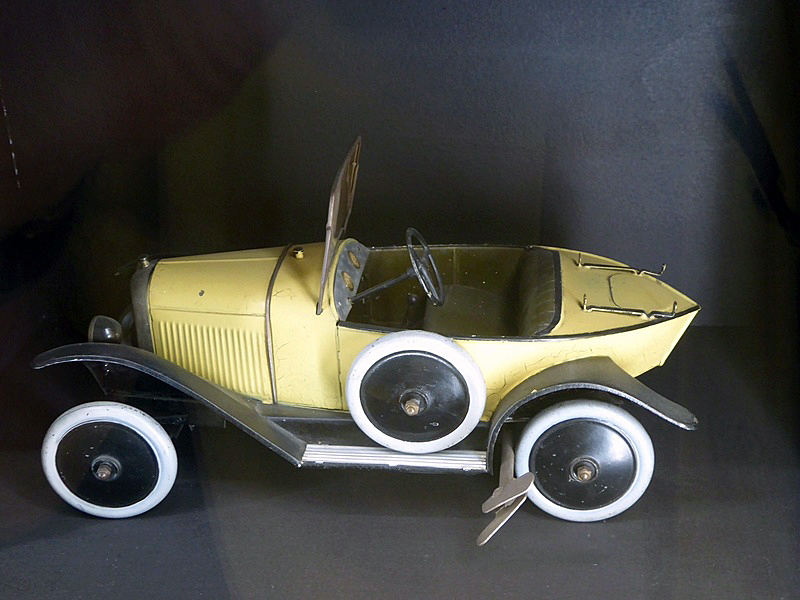
Jouet 5 HP Torpédo. Musée des Arts décoratifs de Strasbourg.